# Мейбі (Мічиган)
Мейбі (англ. Maybee) — селище (англ. village) в США, в окрузі Монро штату Мічиган. Населення — 545 осіб (2020).

## Географія
Мейбі розташоване за координатами 42°0′24″ пн. ш. 83°30′56″ зх. д. / 42.00667° пн. ш. 83.51556° зх. д. (42.006626, -83.515641).  За даними Бюро перепису населення США в 2010 році селище мало площу 2,61 км², з яких 2,58 км² — суходіл та 0,03 км² — водойми.

## Демографія
Згідно з переписом 2010 року, у селищі мешкали 562 особи в 205 домогосподарствах у складі 154 родин. Густота населення становила 215 осіб/км².  Було 223 помешкання (85/км²).
Расовий склад населення:
| - 96,6 % — білих - 1,4 % — чорних або афроамериканців - 0,5 % — корінних американців - 0,4 % — азіатів |

До двох чи більше рас належало 0,7 %. Частка іспаномовних становила 1,8 % від усіх жителів.
За віковим діапазоном населення розподілялося таким чином: 31,0 % — особи молодші 18 років, 63,1 % — особи у віці 18—64 років, 5,9 % — особи у віці 65 років та старші. Медіана віку мешканця становила 34,9 року. На 100 осіб жіночої статі у селищі припадало 99,3 чоловіків;  на 100 жінок у віці від 18 років та старших — 96,0 чоловіків також старших 18 років.
Середній дохід на одне домашнє господарство  становив 67 259 доларів США (медіана — 59 688), а середній дохід на одну сім'ю — 80 490 доларів (медіана — 75 417). За межею бідності перебувало 9,1 % осіб, у тому числі 5,0 % дітей у віці до 18 років та 7,5 % осіб у віці 65 років та старших.
Цивільне працевлаштоване населення становило 238 осіб. Основні галузі зайнятості: освіта, охорона здоров'я та соціальна допомога — 33,2 %, виробництво — 18,1 %, транспорт — 12,6 %, будівництво — 7,1 %.